# Teatro comunale (San Felice sul Panaro)
Il teatro comunale è un teatro situato a San Felice sul Panaro, in provincia di Modena.

## Storia
La tradizione teatrale risulta presente a San Felice sul Panaro già nella prima metà del XVII secolo: infatti, il 7 marzo 1633 il consiglio comunale ordinò di pagare il massaro Giacomo Malavasi e altri operai per la scena realizzata per il carnevale appena concluso, dando atto di come fosse "stile antico e costume" della Comunità sanfeliciana contribuire in tal modo.
Gli attori locali potevano esibirsi in una stanza nella "casa della Comunità", risalente al XIV secolo e posta sotto al voltone d'ingresso della Rocca estense di San Felice sul Panaro. Dopo alcuni lavori eseguiti nel 1693 per ricavarne una scuola e una sala al piano superiore, nel 1732 tale edificio viene dismesso dall'amministrazione comunale e si iniziò a riadattarlo a teatro con palchetti ad opera del priore Giuseppe Campi, livellario dell'epoca; tuttavia, la guerre di successione polacca e austriaca combattute anche nella bassa modenese (celebri furono gli assedi della Mirandola nel 1735 e 1742) bloccarono i lavori fino al 1755, cosicché l'allestimento del teatro viene completato solo dopo ulteriori quattro anni, nel 1759.
Il teatro, restaurato ancora nel 1784, venne gestito dalla famiglia Campi per quasi un secolo, venendo poi acquistato nel 1852 dall'amministrazione comunale, che nel 1882 lo abbellì col gusto dell'epoca. Lo stabile continuò ad essere usato almeno fino al 1891, ma poi a causa del degrado insanabile dell'edificio, nel 1903 si decise di demolirlo..

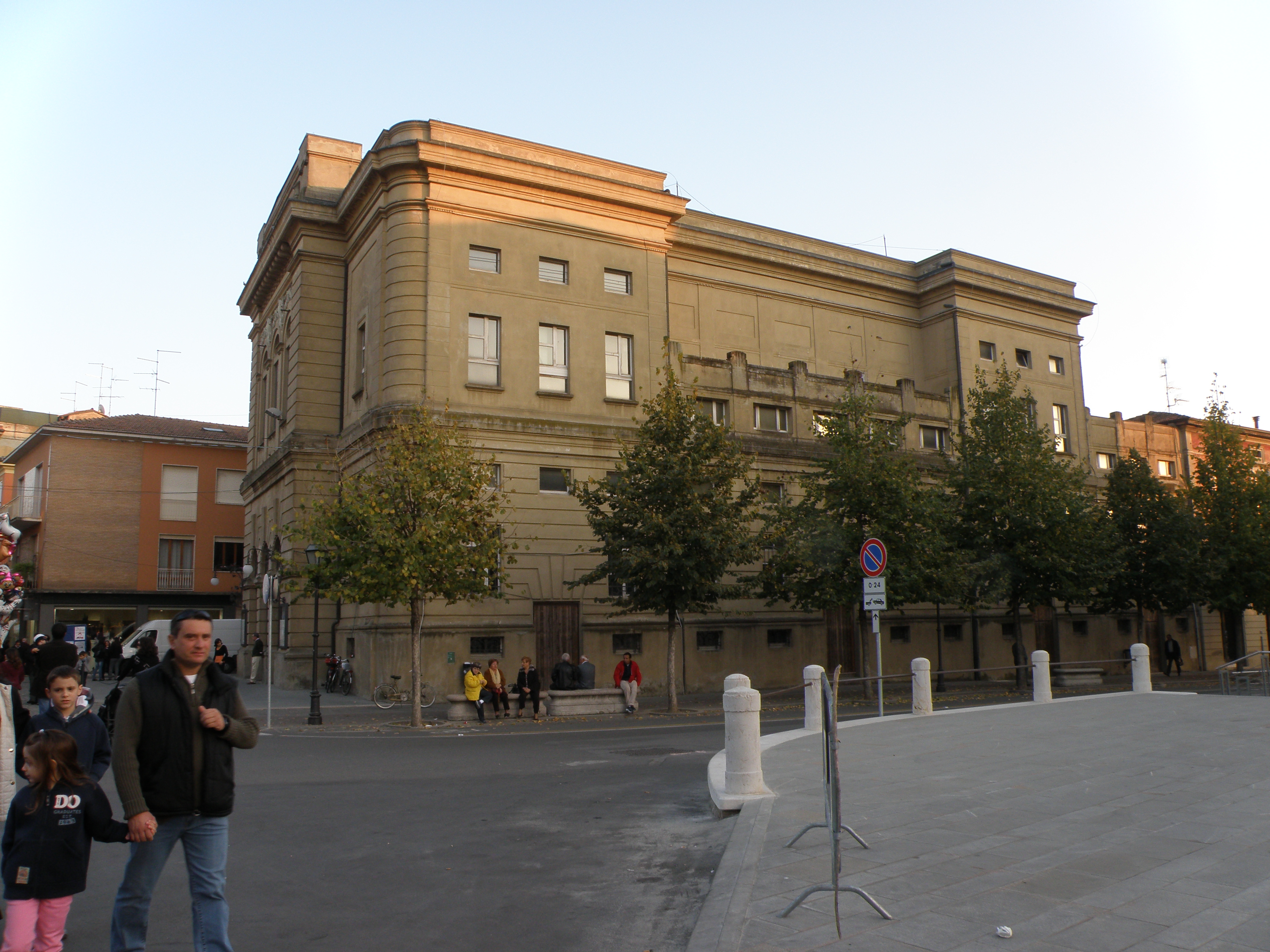
Vista laterale del teatro nel 2008

Il 15 marzo 1905 venne espropriato un terreno della famiglia Ferrari posto all'angolo della piazza e il progetto di costruzione venne affidato all'ingegnere modenese Ubaldo Setti e all'architetto Arturo Prati, che realizzò un teatro in puro stile liberty definito singolare, innovativo ed essenziale: una particolare cavea a pianta ellittica, un ordine di palchi caratterizzati da sottili colonnine in ghisa ed archi a sesto ellittico, mentre al secondo ordine vi erano solo tre palchi centrali racchiusi in una loggia liberty, affiancata simmetricamente da semplici gradinate con ringhiere in ferro; infine, al terzo ordine, il loggione centrale di proporzioni contenute.
Come attestato dalla data impressa sul frontone della facciata, il nuovo teatro comunale viene completato nel 1907 e inaugurato con la messa in scena dell'opéra-comique Mignon di Ambroise Thomas.
Dopo pochi anni, a seguito di polemiche della borghesia agraria di San Felice, che giudicava l'architettura del teatro come "troppo moderna", "inadeguata" e di chiara "matrice hortiana", il teatro comunale venne profondamente modificato dall'architetto Emilio Giorgi (progettista del Teatro Sociale di Finale Emilia), che lo riportò al "gusto tradizionale".

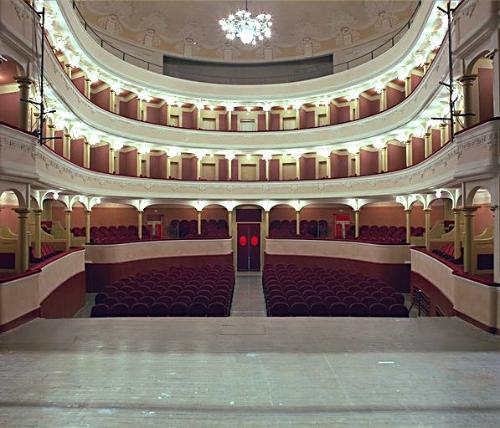
Interno del teatro

L'attuale struttura teatrale, pur conservando la pianta ellittica della platea (13 file), presenta ancora un primo ordine di galleria, due ordini di palchi (totale 22 palchi) e un loggione finale. Anche l'atrio d'ingresso fu modificato, con l'eliminazione delle due brevi rampe che portavano ai palchi di prim'ordine, ma mantenendo il balconcino dei palchi centrali, la bellissima volta floreale in puro stile liberty e il lampadario centrale in ferro battuto.
Negli anni 1950-1960 il teatro venne impiegato come cinema, mentre nel 1984-1985 l'amministrazione comunale avviò finalmente il restauro del palazzo per riportarlo all'uso originario. Il restauro fu affidato al professor Leonardo Lugli dell'Università di Bologna e all'ingegnere comunale Stefano Castellazzi. Il teatro venne riaperto al pubblico nell'autunno del 1994.
Il teatro comunale di San Felice ha subito seri danni in seguito al terremoto dell'Emilia del 2012, che lo ha reso gravemente inagibile provocando crolli nella parte posteriore e profonde crepe ai muri portanti.